# 山田紘平
山田紘平（やまだこうへい、1984年5月6日 - ）は、日本の政治家。大阪府島本町長（2期）。無所属、町民派。
ツリーイングのインストラクター、ボードゲーム愛好家。

## 来歴
大阪府三島郡島本町若山台に生まれる。島本町立第二小学校、島本町立第二中学校、関西大倉高等学校卒業。2009年（平成21年）3月、滋賀大学教育学部環境教育課程卒業。同年4月、財団法人大阪ユースホステル協会（現・公益財団法人大阪ユースホステル協会）に就職。
2017年（平成29年）1月30日、町議の田中修が任期満了に伴う島本町長選挙に立候補する意向を表明。1月31日、高槻市出身の元府職員の田中哲哉が大阪維新の会推薦で立候補する意向を表明。出馬会見では衆議院議員（当時・同年10月に行われた第48回衆議院議員総選挙大阪府第10区にて落選）の松浪健太が同席し、「一期4年で高槻市との合併の条件をつくる」と表明した。田中哲哉にはさらに自民党と公明党が推薦を出した。
同年2月27日、山田は「維新政治の押し付けを許さない」と合併反対を掲げ出馬表明。元大阪市長の平松邦夫や前町長の川口裕らの推薦を得たほか、日本共産党島本町委員会も支援活動を行った。山田は告示10日前の4月1日から本格的な活動を始めた。4月16日、町長選挙執行。自民党・公明党・大阪維新の会の推薦を得た田中哲哉、元町議の田中修らを破り初当選を果たした。。4月21日、町長就任。
※当日有権者数：24,883人 最終投票率：61.51%（前回比：＋2.55pts）
| 候補者名 | 年齢 | 所属党派 | 新旧別 | 得票数      | 得票率 | 推薦・支持                           |
| -------- | ---- | -------- | ------ | ----------- | ------ | ------------------------------------ |
| 山田紘平 | 32   | 無所属   | 新     | 6,417.000票 | 43.43% |                                      |
| 田中哲哉 | 59   | 無所属   | 新     | 4,651.365票 | 31.48% | （推薦）自民党・公明党・大阪維新の会 |
| 田中修   | 69   | 無所属   | 新     | 3,706.634票 | 25.09% |                                      |

### 島本町長1期目
1期目は、2017年（平成29年）4月21日から2021年（令和3年）4月20日である。維新による強引な合併反対を掲げ当選し、政治経験のない新人首長ながら、子育て・教育に力を入れ、大阪府内ワーストワンの保育所待機児童率を1期で解消するなどの実績を残した。
2017年4月21日、初登庁日。自宅から自転車で向かい、多くの住民が見守る中で庁舎前にて職員らによる初登庁セレモニーが行われた。その様子はケーブルテレビJ:COM 高槻で放映された。
2021年（令和3年）4月18日、島本町議会議員・町長選挙執行。前回と同じく元大阪市長の平松邦夫や前町長の川口裕のほか、新たに現職の茨木市長である福岡洋一からの推薦を受け、大阪維新の会を直前に離党し無所属で前島本町議の塚田淳らをダブルスコアにて下して再選した。
2017年（平成29年）の前回の選挙において山田を応援した末岡は、町内全域で一律に20メートル以下とした建築物の高さ制限条例案を自ら起稿し住民直接請求を行ったが、「一律規制は異例で、まちづくりへの影響が大きいことから大半の議員が反対にまわり」否決されたことに発し、今回の選挙では対立候補となり、JR島本駅西側開発や町営水道について訴えた。
元維新の塚田は「副町長不在、決算不認定、庁舎建替不要」など町政が異常事態であると指摘するネガティブキャンペーンを交えた選挙を大阪維新の会公認の町議候補らと連携して展開したが、交差点の長時間占拠、適格外車両の使用や物量を押し出した選挙手法に警察官が安全のため移動を求める事態となり、島本町選挙管理委員会へ非難と苦情が殺到した。投票日翌日の当選証書付与式において「今回は住民からの苦情、クレームが特に多かった。選挙違反にはならずとも、フェアプレイに努めるようにお願いしたい」と島本町選挙管理委員会選挙長の総括の中で指摘された。
山田は「今回の選挙で他候補が主張されたことも、私としてはひとつの考え方として、一度は受け止める必要があると考えていますし、指摘されたことで改善できることはしていきたいと思います。もちろん譲れないこともありますが、それはこの選挙を通して主張してきたことです。（中略）誰もが多様性を認め合い住民の皆様がまちづくりの当事者として、行政と協働していただきますよう、これからもよろしくお願いいたします。」と当選証書付与式後に述べている。
※当日有権者数：25,871人 最終投票率：59.51%（前回比：－2.00pts）
| 候補者名 | 年齢 | 所属党派             | 新旧別 | 得票数  | 得票率 | 推薦・支持           |
| -------- | ---- | -------------------- | ------ | ------- | ------ | -------------------- |
| 山田紘平 | 36   | 無所属               | 現     | 8,292票 | 55.18% |                      |
| 塚田淳   | 39   | 無所属（直前に離党） | 新     | 3,844票 | 25.58% | （支持）大阪維新の会 |
| 末岡友行 | 38   | 無所属               | 新     | 2,892票 | 19.24% |                      |

### 島本町長2期目
2期目は、2021年4月21日から現在である。
2021年4月21日、2期目の初登庁日。当時、新型コロナウイルスの急拡大により大阪府は蔓延防止等重点措置レッドステージ2であったため、職員らによる初登庁セレモニーは中止された。
2021年9月22日、住み続けたい街（自治体）1位、街の幸福度（自治体）3位、街に誇りがある4位、街に愛着がある2位、街の幸福度（駅）10位、それぞれランキングを獲得した。街のすみごこちランキング2021自治体ランキング＜全国版＞において90位（2020年は195位）を獲得した。

#### 新庁舎建設と現庁舎の減築改修
1期目である2019年6月には「島本町新庁舎建設基本計画」が策定されていたが、新庁舎よりも小学校耐震化工事や設備更新、こども施策を優先し、また、新型コロナウィルスの流行、世界情勢悪化による物価高騰、災害復旧や連続する国際イベント開催による建設現場人員の不足等により、町財政との整合性が折り合わずに実施は延期されていた。しかし、異常気象による災害や地震などが立て続けに起こり、1947（昭和47）年11月に建設された現庁舎の耐震強度では震度6強の揺れで倒壊または崩壊する恐れありと診断されており、非常時の対策本部となる庁舎の建替はもはや必須であった。
2期目である2023年4月にようやく工事を開始した。
2025年2月末に完成予定、同年5月中旬に供用開始予定とした。現庁舎の減築改修工事は2025年7月から2026年5月に実施予定とした。